# 세이드
세이드(고대 노르드어: Seiðr)는 후기 철기 시대 스칸디나비아의 노르드 사회에서 행해졌던 주술의 일종이다. 그 기원은 확실치 않으나, 스칸디나비아에 기독교가 전래되면서부터 퇴조했다. 많은 학자들이 세이드의 본질이 무엇인가 논쟁을 계속하고 있다.
남성이든 여성이든 세이드의 시전자가 될 수 있었지만, 보통 여성이 세이드를 시전했다. 그리고 이 여성을 곧 볼바라고 한다. 세이드멘(seiðmenn)이라는 남성 시전자도 존재했다는 기록이 있지만, 남성이 세이드를 시전하는 것은 에르기로서 터부시되었던 것 같다. 세이드를 시전하는 많은 경우, 의식을 도울 보조자가 대개 필요했다.
북유럽 신화에서는 전쟁과 마법의 신 오딘이 세이드 시전자였고, 반 신족의 일원인 여신 프레이야도 세이드를 부렸다. 프레이야가 오딘의 아스 신족에게 세이드를 전수한 것으로 해석되고 있다.
세이드의 특정 요소는 상당히 성적(sexual)이었을 것으로 추측되며, 때문에 일부 연구자들은 세이드가 성적 행동을 수반한 주술이었다고 주장한다. 많은 학자들이 세이드 시전자들이 사용한 마술지팡이가 음경을 상징했을 가능성이 있다고 주장했으며, 아이슬란드의 여러 사가에 나타나는 마술지팡이들이 남근적 묘사를 하고 있다는 것을 증거로 들었다.

## 참고 자료
- Price, Neil (2002). The Viking Way: Religion and War in Late Iron Age Scandinavia. Uppsala: Department of Archaeology and Ancient History, Uppsala University. ISBN 91-506-1626-9.